# Perspectiva (cognitiva)
O ponto de vista ou perspectiva, na teoria cognitiva, é a escolha de um contexto ou referência (ou o resultado desta escolha) de onde se parte o senso, a categorização, a medição ou a codificação de uma experiência, tipicamente pela comparação com outra. Pode-se posteriormente reconhecer diversos significados de diferença sutil, como o ponto de vista ou o Weltanschauung, o paradigma.
A ideia básica que une todos estes significados da palavra perspectiva é o de que a experiência humana é relativizada de acordo com o ponto de vista de onde ela é vivenciada.
Costuma-se chamar uma visão de mundo como a perspectiva com a qual um indivíduo, uma comunidade ou uma sociedade enxergam o mundo e seus problemas em um dado momento da história, reunindo em si uma série de valores culturais e o conhecimento acumulado daquele período histórico em questão.